# Sky Towers (Київ)
Багатофункціональний комплекс «Sky towers» — недобудований комплекс хмарочосів «преміум-класу», з вежами 47, 34 і 2 поверхів, заввишки 214,26 метрів у Києві.
В 2013 році планувалася наявність в комплексі офісних приміщень класу «А+» і банку.

## Історія будівництва

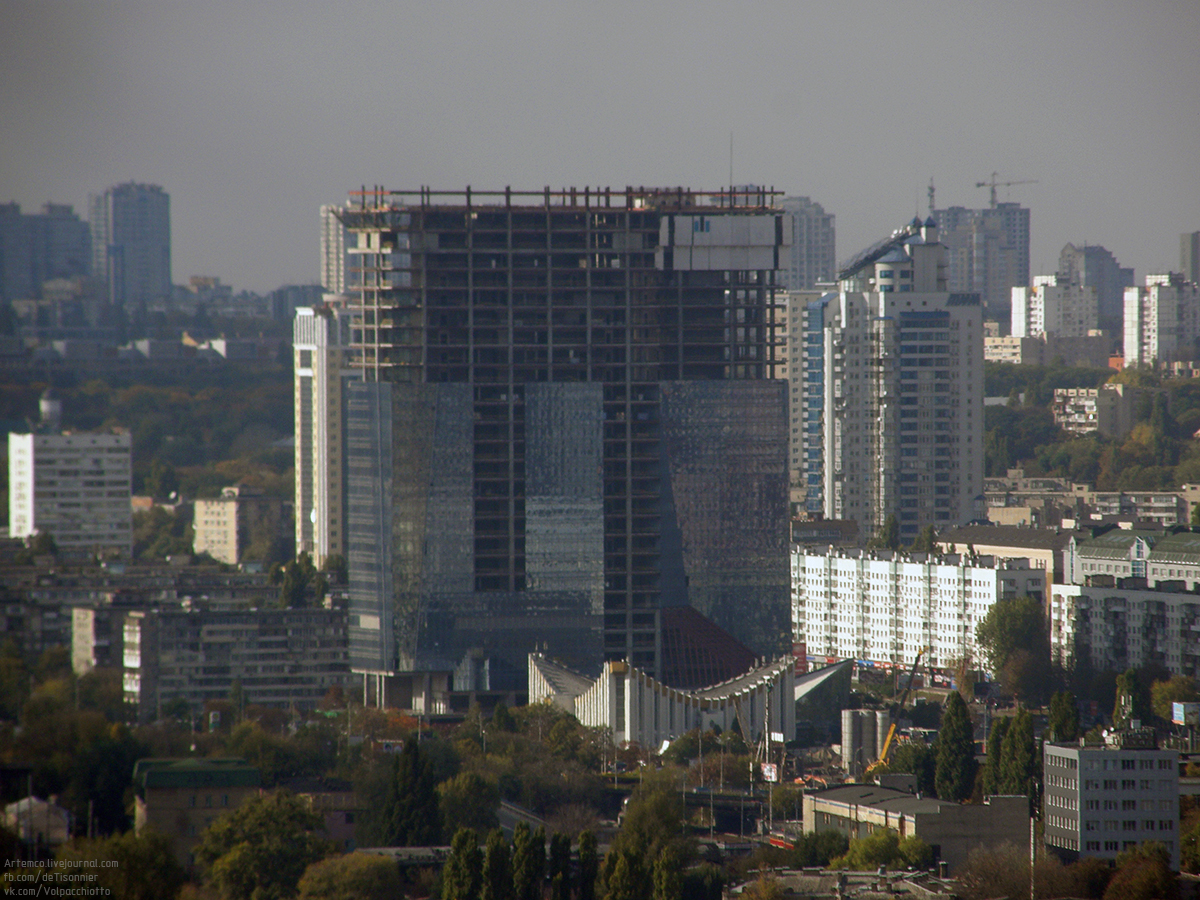
недобуд SkyTowers

Перші проєкти висотного комплексу поряд із Палацом урочистих подій з'явилися ще в 2005 році — тоді це була трикутна 41-поверхова вежа і додатковий блок на місці сусідніх житлових будинків, які передбачалося знести або добудувати (від нього згодом відмовилися).
Новий проєкт розробляли зарубіжні компанії: DLN, Maunsell Aecom, R.A. Heintges & Associates, ACLA, C&A, MVA Hong Kong.
Підготовка ділянки для будівництва почалася в березні 2006 року, тоді були спиляні всі дерева, що заважали будівництву, а саме будівництво хмарочоса розпочали навесні 2007 року. Його здійснювала компанія Kyiv Donbas Development Group.
З перших днів будівництва кияни протестували проти будівництва хмарочоса саме в цьому місці.
Для безпечної фіксації будівлі на нестійкому ґрунті (раніше тут було болото і русло річки Либідь) використали такі фундаменти як: «барети» і «стіна в ґрунті». Фундамент досягає підземної глибини в 64,5 метрів, що є одним з найглибших в Європі. Заливання барет було завершене у 2009 році.
2009 року розпочалось будівництво підземних поверхів.
14 квітня 2010 року будівля увійшла до обов'язкових об'єктів до підготовки Євро-2012.
16 вересня 2010 року на будівництві хмарочосу було затримано 58 нелегальних працівників з Туреччини, Узбекистану, Киргизстану і Казахстану.
24 жовтня 2011 року було завершено будівництв 8 підземних поверхів, розпочались підготовчі роботи до зведення надземних поверхів.
Станом на листопад 2013 року, на обох вежах побудовано 16 поверхів, ядро веж досягло 19 поверху.
На початку 2014 року, обидві вежі перетнули рубіж в 20 поверхів. Почалось монтування вітрозахисту та склопакетів.
Влітку 2014 року, зведення будівлі вгору було призупинене. Фасадні та внутрішні роботи ведуться й надалі.
У 2015 році будівництво зупинилось повністю. Планується, що хмарочос буде добудовано в майбутньому.
На початку 2018 року з'явилась інформація, що в будівлю можуть переїхати підрозділи Київради, КМДА та деякі міністерства. Для добудови необхідно $370 млн які планується виділити з міського бюджету.
У 2021 Укрексімбанк виграв суд у справі кредитного боргу та отримав право власності на недобудову. Із 2023 банк намагається продати ці активи.